# По воле небес
«По воле небес» (англ. For Heaven's Sake) — американская чёрно-белая немая комедия 1926 года с участием популярного комика Гарольда Ллойда. Находится в общественном достоянии.

## Сюжет
Миллионер Гарольд Мэннерс не знает куда девать свои деньги: он покупает новые автомобили, которые тут же разбивает в течение одного дня. Девушка по имени Надя хочет открыть миссию помощи бездомным и увидев в газете статью, в которой рассказывается о транжире-миллионере, она посылает ему письмо с просьбой помощи нуждающимся. Секретарь Мэннерса, разбирающий ежедневную почту, разрывает в клочья её послание и отправляет его среди прочих в мусорную корзину. А сам незадачливый миллионер Мэннерс волею случая оказывается в квартале бедняков и проходя мимо стоянки социальной помощи, нечаянно совершает поджог тележки, с которой отец Павел и его дочь Надя кормят страждущих. Желая возместить ущерб, он выписывает отцу Павлу чек на 1000 долларов. Деньги пошли по назначению, а именно — отец Павел с дочерью открывают миссию для страждущих. Надя думает, что Мэннерс получил её письмо и потому расщедрился.
Мэннерс, не задумываясь подписавший чек на возмещение ущерба и не догадывался о том, на что пойдут его деньги, поэтому, когда на следующий день он, открыв газету, прочтёт следующее: «Миллионер Мэннерс открыл миссию помощи нуждающимся», он воспримет это как провокацию конкурентов. Мэннерс приходит в ярость и немедленно отправляется по указанному в газете адресу, дабы прикрыть эту лавочку. Однако… ничто не чуждо и миллионерам, они также могут влюбиться, как и простые смертные. Мэннерс без ума от красотки Нади, которую он встретил по прибытии в миссию. Он забыл уже и о цели своего визита в миссию, он желает только одного — чтобы красавица Надя стала его женой. Далее следует ряд захватывающих приключений героя на его пути к собственному браку, всё это сопровождается немыслимыми погонями.

## В ролях
- Гарольд Ллойд — Гарольд Мэннерс, миллионер
- Джобина Ролстон — Надя
- Ной Янг — бандит
- Джим Мэйсон — гангстер
- Пол Уэйгел — оптимист
- Ричард Дэниелс — бездельник (в титрах не указан)
- Роберт Дадли — секретарь Гарольда (в титрах не указан)
- Фрэнсис Гаспарт — мужчина (в титрах не указан)

## Премьеры
- — 4 апреля 1926 года — официальная мировая премьера фильма в США[1].
- — с 5 апреля 1926 года фильм демонстрировался на всей территории Соединённых Штатов[1].
- — с 1927 года фильм демонстрировался в кинотеатрах Австрии[1].
- — с 1927 года в Германии[1].

## Успех в прокате
Фильм занял 1 место по результатам кассовых сборов в США 1926 года и 12 место в списке самых кассовых фильмов немого кино.

## О фильме
Это был первый фильм студии Гарольда Ллойда, сделанный для компании Paramount Pictures, являвшейся дистрибьютором киноленты как в США, так и на мировом кинорынке. Сюжет по ходу съёмок был немного изменён и стал отличаться от первоначальной концепции. Изначально фильм планировался быть более острым, направленным против преступности и политической коррупции. Ллойд был очень недоволен получившимся в итоге результатом, хотя фильм собрал очень хорошую кассу в год создания, да и сейчас считается одной из самых смотрибельных комедий популярного комика. Вырезанные при монтаже сцены были включены в фильм Гарольда Ллойда 1928 года «Гонщик».

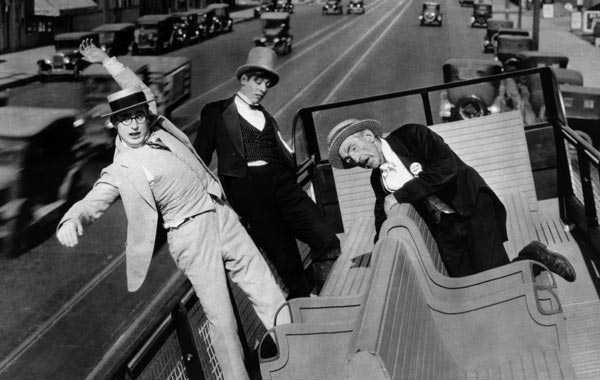
Одна из самых захватывающих сцен фильма — гонки на двухэтажном автобусе